# Pseudolepeophtheirus longicauda
Pseudolepeophtheirus longicauda är en kräftdjursart som beskrevs av Aleksandr Prokofyevich Markevich 1941. Pseudolepeophtheirus longicauda ingår i släktet Pseudolepeophtheirus och familjen Caligidae. Inga underarter finns listade i Catalogue of Life.